# Soneto 56
| «» Soneto 56 |
| --- |
| Sweet love, renew thy force; be it not said Thy edge should blunter be than appetite, Which but to-day by feeding is allayed, To-morrow sharpened in his former might: So, love, be thou, although to-day thou fill Thy hungry eyes, even till they wink with fulness, To-morrow see again, and do not kill The spirit of love, with a perpetual dulness. Let this sad interim like the ocean be Which parts the shore, where two contracted new Come daily to the banks, that when they see Return of love, more blest may be the view; As call it winter, which being full of care, Makes summer's welcome, thrice more wished, more rare. |
| –William Shakespeare |

O Soneto 56 foi escrito por William Shakespeare e faz parte dos seus 154 sonetos. 

## Traduções
Na tradução de Thereza Christina Rocque da Motta,
Doce amor, sê forte; não digas que
Teu ardil seja mais bruto que teu apetite,
Que somente hoje alias e alimentas,
Depois aguçado em seu antigo poder:
Então, amor, sê tu mesma; embora hoje preenchas
A fome de teus olhos, mesmo plenos,
Amanhã novamente vejam, e não matem
O espírito do amor com perpétuo tédio.
Deixa este triste ínterim ser como o oceano
Que divide a praia, onde dois novos seres
Diariamente vêm até as margens, e, ao assistirem
Retornar o amor, mais abençoada se torna esta visão;
Ou mesmo o inverno, que, cheio de cuidado,
Faz o estio ser três vezes mais raro e ansiado.